# 仮道伐虢
仮道伐虢（かどうばつかく）は、兵法三十六計の第二十四計にあたる戦術。読み下し「道を仮（か）りて虢（かく）を伐（う）つ」である。

## 概要
攻略対象を買収等により分断して各個撃破する作戦、特に、いったん同盟して利用したものも後には攻め滅ぼすことを指す。
晋に滅ぼされた虞（ぐ）と虢（かく）の故事による言葉である。

## 由来
虞（ぐ）と虢（かく）という小国は、晋に隣接していた。晋の献公はこの二国を攻め滅ぼしたいと思ったが、一国なら容易でも二国に連携されると攻めるのは難しい。そこで虞の君主である虞公へ、晋の国宝の名馬と宝玉を送り「虢を攻めるために、晋軍が虞を通過することを許可して貰いたい。虞には一切手を出さない」と求めた。虞の宮之奇は百里奚と共に、唇歯輔車（唇破れて歯寒し）のことわざを引いて、「虢は虞の支えであり、虢が滅べば虞もやがて攻められる」と諌言したが、宝に目がくらんだ虞公には無駄であった。果たして晋により虢が滅ぼされて数年後（あるいは虢と霍を滅ぼしたその帰路）に、晋は虞を攻め滅した。そして晋の献公は「宝玉はそのまま、馬は大きくなって戻ってきた」と喜んだ（『春秋左氏伝』僖公五年）。

## 事例
戦国時代末期、秦は兵力で攻めるのと合わせ、各国の大臣級に大金を送り買収した。これにより趙は奸臣郭開の讒言により名将李牧を誅殺し、その滅亡を決定づけた。斉は親秦派と反秦派に論が分裂し、各国が滅ぼされていく中で何もせず、最後は各国を滅ぼし圧倒的強国となった秦に対抗できず、組める諸国は既に無く、あっさりと滅ぼされた。
なお秦を利した臣達のその後については、記述が無いか処刑されたとある。記述が無いのは国が滅ぼされる際に共に滅ぼされたと見られる。金で敵を利するものは、外にあってこそ利用価値があるのであり、内に入られれば害にしかならないのである。